# Ulrich Böpple
Ulrich Böpple (* 22. März 1963) ist ein ehemaliger deutscher Fußballspieler.

## Karriere
Ulrich Böpple kam vom SV Bonlanden zu den Stuttgarter Kickers. Dort spielte er zunächst in der Amateurmannschaft der Kickers. In der Saison 1985/86 gab er in der Profimannschaft der Kickers sein Debüt in der 2. Bundesliga, als er beim Heimspiel gegen die SpVgg Bayreuth in der 85. Spielminute eingewechselt wurde. Es folgten 5 weitere Einsätze im Trikot der Kickers. Im Sommer 1986 folgte dann der Wechsel zum Ligakonkurrenten SSV Ulm 1846. Nach zwei Spielzeiten stieg Böpple mit den Ulmern in die  Oberliga Baden-Württemberg ab, Böpple blieb jedoch eine weitere Spielzeit dem Verein erhalten. Danach war er wieder beim SV Bonlanden aktiv.